# تيريسا دي لا بارا
أنا تيريسا دي لا بارا سانوخو (بالإسبانية: Ana Teresa de la Parra Sanojo)‏ وتعرف فنيا باسم تيريسا دي لا بارا (بالإسبانية: Teresa de la Parra)‏ (5 أكتوبر 1889 – 23 أبريل 1936)، هي روائية فنزويلية.

## حياتها
ولدت تيريسا دي لا بارا بباريس، وهي ابنة سفير فنزويلا في برلين، رافاييل بارا هيرنيز، وسانوخو دي بارا.
تنتمي تيريسا إلى عائلة ثرية. بعد وفاة والدها، أخدت أم تيريسا وآخواتها للدراسة في مدرسة القلب المقدس في إسبانيا.
استقرت تيريسا في باريس [متى؟]، وبدأت في البحث في سيرة سيمون بوليفار، وأصيبت بالسل وزارت عدة مصحات في بلدان أوروبية عدة مثل إسبانيا وسويسرا، ولكن لم تعالج. التقت بعد ذلك بالشاعرة الكوبية التي كانت لها دور هام في حياة تيريسا خلال سنواتها الآخيرة.
توفيت تيريسا بمدريد، إسبانيا في 23 أبريل 1936 عن عمر يناهز 47 عاما بسبب سل دخني.

## أعمالها
نشرت أعمال تيريسا بجريدة اليونفرسل. كما فازت بأول جائزة لها عن قصة ماما إكس (بالإسبانية: Mama X)‏.

### إيفيجينيا
رواية إيفيجينيا: يوميات سيدة شابة تكتب لأنها تشعر بالملل (بالإسبانية: Ifigenia: diario de una señorita que escribió porque se fastidiaba)‏ نشرت سنة 1924، وأحدثت تغييرا في الأدب الفنزويلي. كتبت تيريسا هذه الرواية بين سنتي 1921 و1922 أثناء ديكتاتورية خوان فيسنتي غوميز، وتحكي عن الأشخاص الفاسدة والطموحة في المجتمع الفنزويلي. وفازت عنها بجائزة في باريس سنة 1924 بمبلغ يقدر ب 10.000 فرنك فرنسي.

### ذكريات الثدي الأبيض
نشرت رواية ذكريات الثدي الأبيض (بالإسبانية: Memorias de Mamá Blanca)‏ سنة 1929، تحكي عن طفولتها وتفرق اخوتها. تلقت الرواية تعليقات إيجابية من النقاذ.

## بيبليوغرافيا
- دي لا بارا، تيريسا (1993). إيفيجينيا. جامعة صحافة تكساس. ISBN:0-292-71571-4.
- de la Parra, Teresa (1988). ذكريات الثدي الأبيض (بالإسبانية). جمع الأرشيف. ISBN:84-89666-08-3.